# 韋彼得
韋彼得，OBE，JP（Peter Gordon Williams，1920年1月23日—1982年10月14日），英國商人和運動員，曾是劍擊選手，後來成為著名的板球運動員。第二次世界大戰中服役於英屬印度陸軍。以後歷任英之傑集團主席、香港總商會主席、香港電燈公司主席、滙豐銀行副主席等職。1972年任香港立法局議員。1974年至1981年出任英皇御准香港賽馬會主席，任內興建沙田馬場。